# Poisson-papillon à tache bleue
Chaetodon plebeius
Espèce
Statut de conservation UICN

 LC  : Préoccupation mineure
Le poisson-papillon à tache bleue est un poisson-papillon qui fait partie du sous-genre Tetrachaetodon. En 1984, André Maugé et Roland Bauchot ont proposé de l'affecter au  genre Megaprotodon, ce qui donnerait comme nom scientifique pour ce poisson Megaprotodon plebeius.

## Morphologie
Cette espèce mesure au maximum 14 à 15 cm.
Sa coloration est jaune, avec des petites rayures horizontales plus ou moins visibles, une tache noire sur le pédoncule caudal, une tache bleue sur le côté (d'où son nom) et une barre noire passant par l'œil.

## Biologie et écologie
C'est un poisson corallien, et qui se nourrit de corail.

## Répartition
Le poisson-papillon à tache ovale se rencontre dans l'ouest de l'océan Pacifique.

## Usage
Ce poisson n'est pas conseillé en aquarium, car difficile à nourrir.